# Magiska teatern
Magiska teatern är en teaterlokal i orten Vretstorp i Hallsbergs kommun som drivs av Emma Svensson 
Huset byggdes 1925 under namnet Vretstorps biografteater av byggmästare Edvard Lindström med hjälp av arbetare från trakten på uppdrag av Gunnar Karlsson. Huset byggdes på samma grund som Eriksdal Hotellet som brann ner 1923.  På 1930-talet höll även Länsman till i källaren och den gallerförsedda arrestcellen finns kvar än idag. I huset har det även en tid funnits bank och handelslokaler, och även under perioder varit hemvist för den lokala idrottsföreningen och hemvärnet.
Under 1970 och 80-talet visades det film i dessa lokaler, först av Johan Wilmar Johansson, känd som ”Bio-Johan” som visade film på som mest 32 platser i Närke och sedan av Stig Carlsson som tog över Bio-Johans ”Skandia bio” företag. Som mest visade han film på 20 platser i Närke varav biografen i Vretstorp var den sista han hade kvar och här visades det film ända in i början på 1990-talet.
I mitten av 1990-talet tog illusionisterna Love Melander och Stefan Schützer över byggnaden, döpte den till Magiska Teatern och både de och många andra illusionister som t.ex. Joe Labero, Tobbe Trollkarl och Carl-Einar Heckner uppträdde på Magiska Teatern. Man renoverade också upp byggnaden invändigt.